# Patrulha dos Glaciares

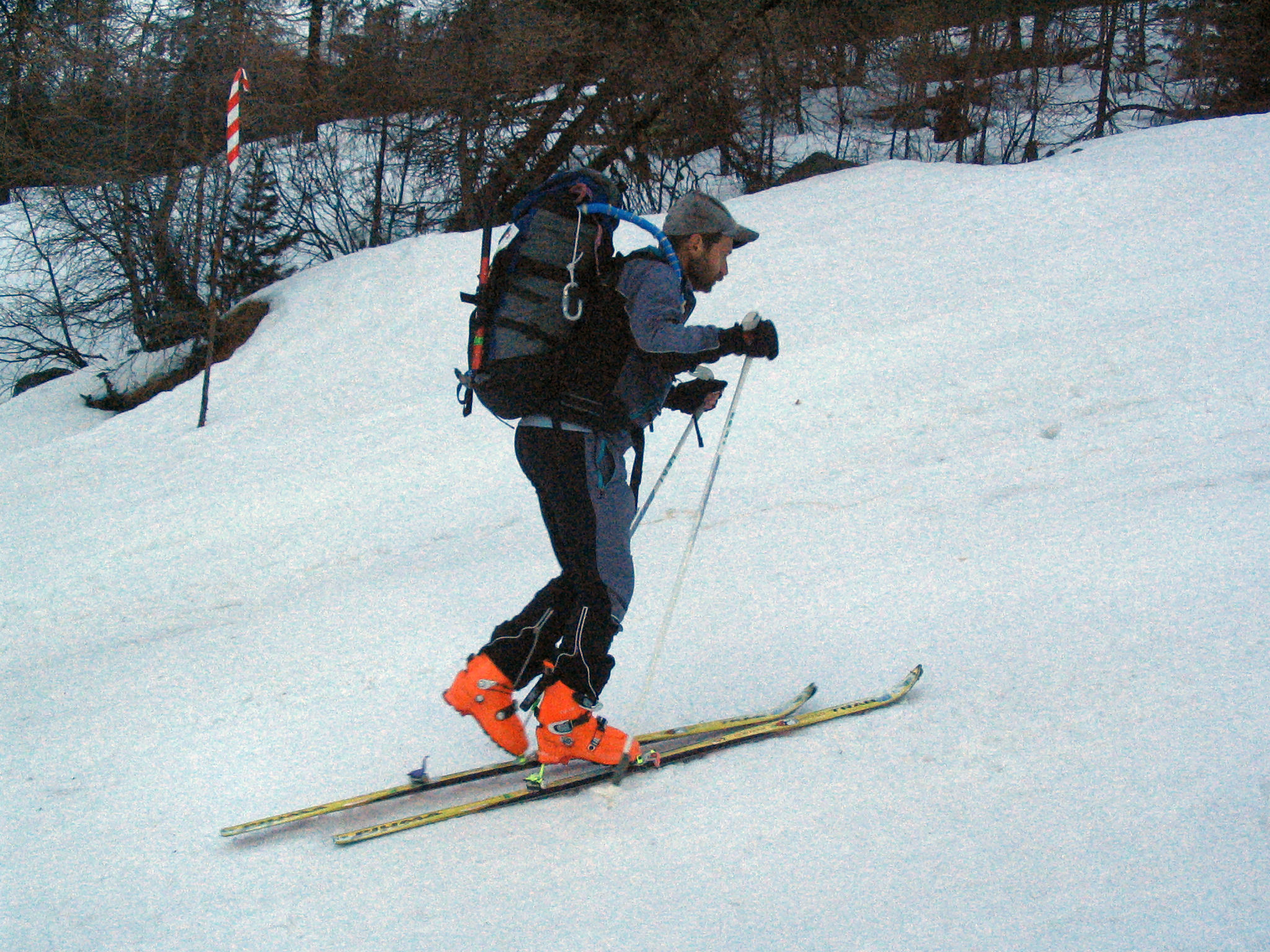
Um patrulhador da Zermatt-Verbier

A  Patrulha dos Glaciares (PDG) (em francês:  Patrouille des Glaciers) é uma corrida internacional de esqui alpinismo organizada a cada dois anos pelo exército suíço e aberta a equipas de três militares ou civis, e que tem lugar no cantão do Valais.
Cada patrulhador é composto por 3 membros que, para terem direito de participar, têm que provar que efectuam regularmente pedestrianismo e em particular o esqui alpinismo e ser capaz de, em condições normais efectuar o percurso  Zermatt-Arolla em 7h 30 e Arolla-Verbier em 8h 30.

## História
A ideia apareceu durante a Segunda Guerra Mundial, quando o exército suíço organizou uma corrida para exercitar os seus militares alpinos em terrenos de montanha e em condições extremas. A primeira edição teve lugar em 1943 e dela tomaram parte 18 patrulhas.
Em 1984 foi decidido abrir a prova a civis mas sempre organizada pelos militares, que tanto em 1986 como em 2002 interrompem a corrida por questões de segurança, o que não admira quando se sabe que em 2004 havia 2934 inscritos - 60% militares e 40 % civis - com 984 na grande e os restantes para a pequena corrida. Como em 2006 a organização foi obrigada a recusar mais de um milhar de inscrições, uma "segunda" prova foi organizada a partir de Zermatt-Verbier.

## Percurso
Actualmente existem dois percursos:
- percurso Z; Zermatt-Arola-Verbier, com 53 km mas com um equivalente de 110 km/esforço.
- percurso A; Arola - Verbier, com um equivalente de 53 km/esforço

Pontos de passagem e/ou de reabastecimento da corrida.
| Percurso | - Em verde : partida de Zermatt (partida) - Em vermelho: Verbier (chegada) - Schönbiel - Tête Blanche - Col Bertol - Arola - Col de Riedmatten - Pas du Chat - La Barma - Rosablanche - Col de la Chaux - Les Ruinettes - Verbier (chegada) |

Quadro com o percurso e as distâncias
| Nome                  | Distâncias desde Zermatt | Altitude |
| Zermatt               | 0 km                     | 1 616 m  |
| Sul de Schönbiel      | 8 km                     | 2 600 m  |
| Norte da Tête Blanche | 16 km                    | 3 650 m  |
| Col Bertol            | 20 km                    | 3 279 m  |
| Plans de Bertol       | 23 km                    | 2 664 m  |
| Arola                 | 28 km                    | 1 980 m  |
| Col de Riedmatten     | 33 km                    | 2 919 m  |
| Pas du Chat           | 35 km                    | 2 581 m  |
| La Barma              | 38 km                    | 2 581 m  |
| La Rosablanche        | 43 km                    | 3 160 m  |
| Col de la Chaux       | 47 km                    | 2 940 m  |
| Les Ruinettes         | 49 km                    | 2 195 m  |
| Verbier               | 53 km                    | 1 520 m  |

## Imagens
- «Alps360:Patrouille des Glaciers» (em francês)